# تياغو دوك
تياغو دوك هو لاعب كرة قدم برتغالي في مركز الدفاع، ولد في 25 يونيو 1994 في سيكسال في البرتغال. شارك مع منتخب البرتغال تحت 16 سنة لكرة القدم ومنتخب البرتغال تحت 17 سنة لكرة القدم ومنتخب البرتغال تحت 18 سنة لكرة القدم. أما مع النوادي، فقد لعب مع أتليتيكو كلوب دي برتغال.

## وصلات خارجية
- تياغو دوك على موقع قاعدة بيانات كرة القدم.إي يو (الإنجليزية)
- تياغو دوك على موقع Soccerway.com (الإنجليزية)